# Gabrio Piola
Gabrio Piola (Milão, 15 de julho de 1794 — Giussano, 1850) foi um matemático e físico italiano.
É conhecido na área da teoria da elasticidade pelo tensor tensão de Piola-Kirchhoff.

## Obras

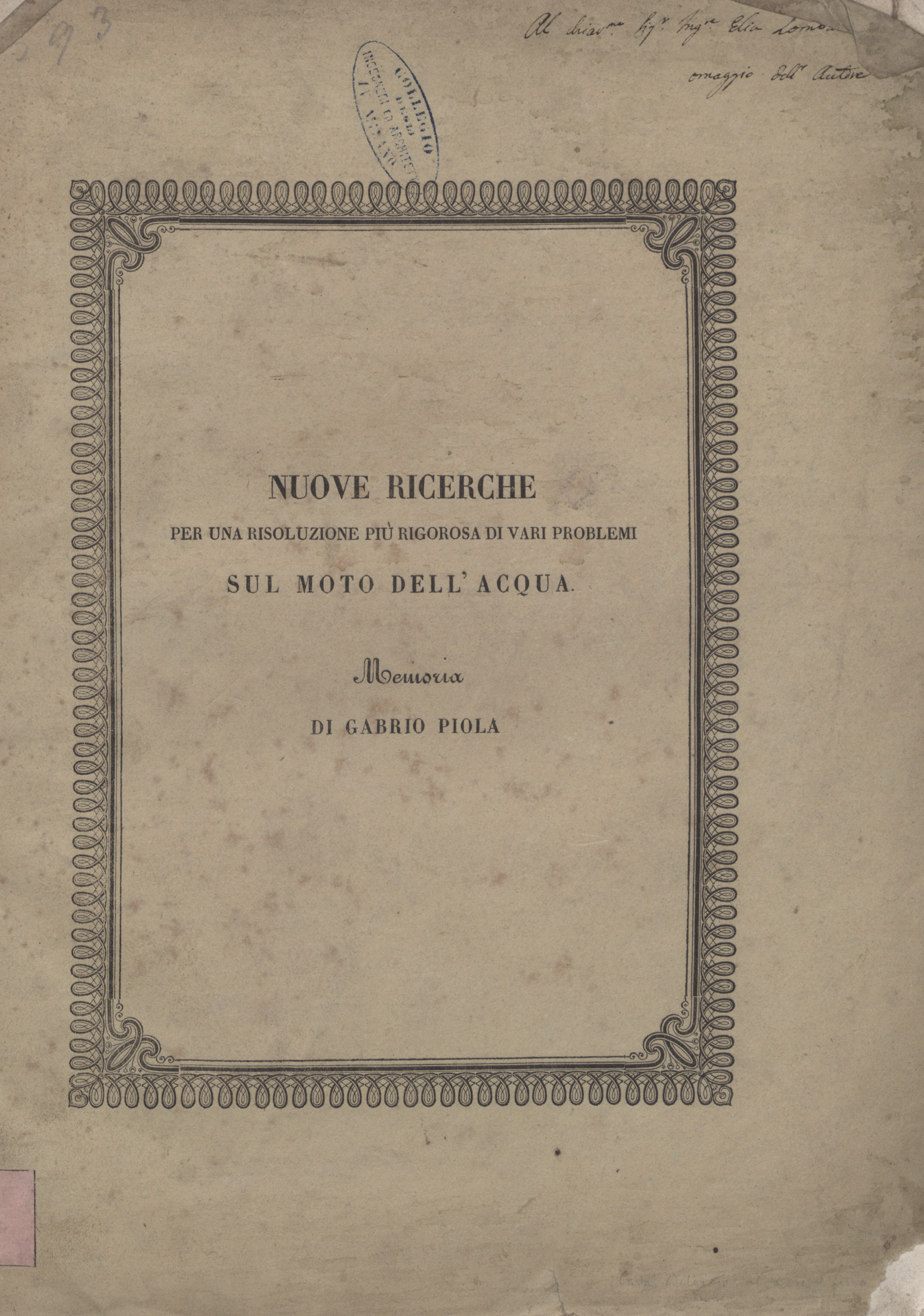
Nuove ricerche per una risoluzione più rigorosa di vari problemi sul moto dell'acqua (1843)

- Sull'applicazione de' principj della meccanica analitica del Lagrange ai principali problemi. Memoria di Gabrio Piola presentata al concorso del premio e coronata dall'I.R. Istituto di Scienze, ecc. nella solennita del giorno 4 ottobre 1824, Milão : Imp. Regia stamperia, 1825
- Sulla trasformazione delle formole integrali duplicate e triplicate,  Modena : Tipografia Camerale, 1828
- Sulla teorica delle funzioni discontinue, Modena : Tipografia Camerale, 1830
- Memoria sulla Teorica del Pendolo, Milão : Imp. Reg. Stamperia, 1831
- Memoria sull'applicazione del calcolo delle differenze alle questioni dell'analisi indeterminata, Pádova : Tip. del Seminario, 1831
- La meccanica de' corpi naturalmente estesi : trattata col calcolo delle variazioni, Milão : Giusti, 1833
- Nuova analisi per tutte le questioni della meccanica molecolare, Modena : Tipografia camerale, 1835
- Nuove ricerche per una risoluzione piu rigorosa di vari problemi sul moto dell'acqua : memoria, Milão : Bernardoni, 1840
- Trattato sul calcolo degli integrali definiti : parte 1, Milão : Giusti, 1839
- Sulla legge della permanenza delle molecole de' fluidi in moto alle superficie libere, Milão : Bernardoni, 1843
- Sul moto permanente dell'acqua, Milão : Bernardoni e C., 1845
- Memoria intorno alle equazioni fondamentali del movimento di corpi qualsivogliono considerati secondo la naturale loro forma e costituzione, Modena : Tipi del R.D. Camera, 1846
- Di un principio controverso della Meccanica analitica di Lagrange e delle molteplici sue applicazioni (memoria postuma pubblicata per cura del prof. Francesco Brioschi), Milão : Bernardoni, 1856